# Handful of Soul (James Brown)
Handful of Soul è il diciottesimo album in studio del cantante statunitense James Brown, pubblicato nel 1966.

## Tracce
1. Let's Go Get Stoned – 3:19
2. Hold On, I'm Comin' – 2:36
3. Our Day Will Come – 3:58
4. A Message to Michael – 3:47
5. The King – 6:24
6. 634-5789 – 2:55
7. When a Man Loves a Woman – 3:16
8. Hot Mix – 2:19
9. Oh! Henry – 5:00
10. Get Loose – 5:22